# Cybister tibialis
Cybister tibialis là một loài bọ cánh cứng trong họ Bọ nước. Loài này được Sharp miêu tả khoa học năm 1882. Có nguồn gốc từ Cựu thế giới, Bắc Mỹ và Úc, nhưng có phân bố trên toàn thế giới. Có khoảng 80 loài trong chi.
| Phân loại (PBDB, GBIF) | \| Thứ hạng \| Tên \| Tác giả \| \| ---------------- \| ------------- \| ------------------------------ \| \| - \| Eukaryota \| \| \| - \| Opisthokonta \| Cavalier-Smith 1987 \| \| Vương quốc \| Animalia \| \| \| - \| Bilateria \| \| \| - \| Eubilateria \| Axe 1987 \| \| - \| Protostomia \| Grobben 1908 \| \| - \| Ecdysozoa \| \| \| - \| Panarthropoda \| \| \| phylum \| Chân khớp \| Latreille 1829 \| \| subphylum \| Mandibulata \| \| \| - \| Pancrustacea \| \| \| lớp chồng \| Hexapoda \| Latreille 1825 \| \| - \| Cercofilata \| Kukalová-Peck 1987 \| \| lớp \| Côn trùng \| Linnaeus 1758 \| \| - \| Dicondylia \| \| \| - \| Paranotalia \| Sroka và cộng sự. 2014 \| \| lớp con \| Pterygota \| Brauer 1885 \| \| - \| Neopterygota \| Crampton 1924 \| \| không kính \| Neoptera \| Martynov 1923 \| \| - \| Holometabola \| \| \| - \| Aparaglossata \| \| \| - \| Coleopterida \| Kukalová-Peck và Lawrence 2004 \| \| gọi món \| Coleoptera \| Linnaeus 1758 \| \| đơn đặt hàng phụ \| Adephaga \| Clairville 1806 \| \| gia đình \| Họ Dytiscidae \| \| \| phân họ \| Dytiscinae \| Leach 1815 \| \| bộ lạc \| Cybisterini \| \| \| chi \| Cybister \| Curtis 1827 \| |                                |
| Thứ hạng               | Tên | Tác giả                        |
| -                      | Eukaryota |                                |
| -                      | Opisthokonta | Cavalier-Smith 1987            |
| Vương quốc             | Animalia |                                |
| -                      | Bilateria |                                |
| -                      | Eubilateria | Axe 1987                       |
| -                      | Protostomia | Grobben 1908                   |
| -                      | Ecdysozoa |                                |
| -                      | Panarthropoda |                                |
| phylum                 | Chân khớp | Latreille 1829                 |
| subphylum              | Mandibulata |                                |
| -                      | Pancrustacea |                                |
| lớp chồng              | Hexapoda | Latreille 1825                 |
| -                      | Cercofilata | Kukalová-Peck 1987             |
| lớp                    | Côn trùng | Linnaeus 1758                  |
| -                      | Dicondylia |                                |
| -                      | Paranotalia | Sroka và cộng sự. 2014         |
| lớp con                | Pterygota | Brauer 1885                    |
| -                      | Neopterygota | Crampton 1924                  |
| không kính             | Neoptera | Martynov 1923                  |
| -                      | Holometabola |                                |
| -                      | Aparaglossata |                                |
| -                      | Coleopterida | Kukalová-Peck và Lawrence 2004 |
| gọi món                | Coleoptera | Linnaeus 1758                  |
| đơn đặt hàng phụ       | Adephaga | Clairville 1806                |
| gia đình               | Họ Dytiscidae |                                |
| phân họ                | Dytiscinae | Leach 1815                     |
| bộ lạc                 | Cybisterini |                                |
| chi                    | Cybister | Curtis 1827                    |

| Tên khoa học                        | Cybister Curtis, 1827 |                      |                                 |                           |
| Tên được xuất bản trong             | Người Anh. Entom., 4 (38), không |                      |                                 |                           |
| Ý kiến (PBDB)                       | \| Tên \| Thứ hạng \| Ý kiến \| Chứng cớ \| Tác giả \| \| -------- \| -------- \| -------------------- \| ------------------------------- \| ------------------------- \| \| Cybister \| chi \| thuộc về Dytiscini \| nêu bằng chứng \| LeConte, 1861 \| \| Cybister \| chi \| thuộc họ Dytiscidae \| tuyên bố mà không có bằng chứng \| Thợ mộc, 1992 \| \| Cybister \| chi \| thuộc về Cybisterini \| nêu bằng chứng \| Bouchard và cộng sự, 2011 \| |                      |                                 |                           |
| Trạng thái (PBDB)                   | còn tồn tại |                      |                                 |                           |
| Kích thước đơn vị phân loại (PBDB)  | 9 |                      |                                 |                           |
| Kích thước mở rộng (PBDB)           | 2 (22%) |                      |                                 |                           |
| Lần xuất hiện đầu tiên được ghi lại | 20,0 - 16,9 Ma Miocen |                      |                                 |                           |
| Môi trường                          | trên cạn (dựa trên Insecta) |                      |                                 |                           |
| Động lực                            | di động tích cực (dựa trên Arthropoda) |                      |                                 |                           |
| Taphonomy                           | chitin (dựa trên Insecta) |                      |                                 |                           |
| Tham chiếu chính (PBDB)             | Thợ mộc FM. 1992. Chuyên luận về Cổ sinh vật không xương sống Phần R, Chân khớp 4: Siêu lớp Hexapoda 3/4: 1-655 |                      |                                 |                           |
| Tên                                 | Thứ hạng | Ý kiến               | Chứng cớ                        | Tác giả                   |
| Cybister                            | chi | thuộc về Dytiscini   | nêu bằng chứng                  | LeConte, 1861             |
| Cybister                            | chi | thuộc họ Dytiscidae  | tuyên bố mà không có bằng chứng | Thợ mộc, 1992             |
| Cybister                            | chi | thuộc về Cybisterini | nêu bằng chứng                  | Bouchard và cộng sự, 2011 |